# Moider Glacier
Moider Glacier är en glaciär i Antarktis. Den ligger i Västantarktis. Argentina, Chile och Storbritannien gör anspråk på området. Moider Glacier ligger 435 meter över havet.
Terrängen runt Moider Glacier är kuperad åt nordväst, men åt sydost är den bergig. En vik av havet är nära Moider Glacier västerut. Trakten är obefolkad. Det finns inga samhällen i närheten. 